# Chamaeleo
Chamaeleo là một chi trong họ tắc kè hoa được tìm thấy chủ yếu trong lục địa châu Phi cận Sahara, nhưng một vài loài cũng hiện diện ở Bắc Phi, Nam Âu và Đông Nam Á đến Ấn Độ và Sri Lanka.

## Mô tả
Chúng di chuyển chậm với đôi mắt di chuyển một cách độc lập, có khả năng thay đổi màu da, lưỡi dài, đuôi có khả năng đu bám, và sự thích nghi đặc biệt cho chân bám vào cây cối. Con đực thường lớn hơn và nhiều màu sắc hơn so với con cái. Hầu như tất cả các loài có chiều dài mõm đến huyệt tối đa (SVL) từ 15 đến 40 cm.

## Các loài
- Chamaeleo africanus Laurenti, 1768
- Chamaeleo anchietae Bocage, 1872
- Chamaeleo arabicus (Matschie, 1893)
- Chamaeleo calcaricarens Böhme, 1985
- Chamaeleo calyptratus Duméril & Duméril, 1851
- Chamaeleo chamaeleon (Linnaeus, 1758)
- Chamaeleo dilepis Leach, 1819
- Chamaeleo gracilis Hallowell, 1844
- Chamaeleo laevigatus (Gray, 1863)
- Chamaeleo monachus (Gray, 1865)
- Chamaeleo namaquensis Smith, 1831
- Chamaeleo necasi Ullenbruch, Krause & Böhme, 2007
- Chamaeleo senegalensis Daudin, 1802
- Chamaeleo zeylanicus Laurenti, 1768